# Клинтон (округ, Индиана)
Кли́нтон (англ. Clinton County) — округ в штате Индиана, США. Официально образован в 1830 году. По состоянию на 2010 год, численность населения составляла 33 224 человека.

## География
По данным Бюро переписи США, общая площадь округа равняется 1 049,599 км2, из которых 1 049,132 км2 суша и 0,180 км2 или 0,040 % это водоёмы.

## Население
По данным переписи населения 2000 года в округе проживает 33 866 жителей в составе 12 545 домашних хозяйств и 9 057 семей. Плотность населения составляет 32,00 человек на км2. На территории округа насчитывается 13 267 жилых строений, при плотности застройки около 13,00-ти строений на км2. Расовый состав населения: белые — 89,38 %, афроамериканцы — 5,30 %, коренные американцы (индейцы) — 0,14 %, азиаты — 0,21 %, гавайцы — 0,02 %, представители других рас — 4,18 %, представители двух или более рас — 0,77 %. Испаноязычные составляли 7,32 % населения независимо от расы.
В составе 35,20 % из общего числа домашних хозяйств проживают дети в возрасте до 18 лет, 58,90 % домашних хозяйств представляют собой супружеские пары проживающие вместе, 9,00 % домашних хозяйств представляют собой одиноких женщин без супруга, 27,80 % домашних хозяйств не имеют отношения к семьям, 23,60 % домашних хозяйств состоят из одного человека, 11,10 % домашних хозяйств состоят из престарелых (65 лет и старше), проживающих в одиночестве. Средний размер домашнего хозяйства составляет 2,63 человека, и средний размер семьи 3,10 человека.
Возрастной состав округа: 27,30 % моложе 18 лет, 8,80 % от 18 до 24, 28,40 % от 25 до 44, 21,10 % от 45 до 64 и 21,10 % от 65 и старше. Средний возраст жителя округа 36 лет. На каждые 100 женщин приходится 97,30 мужчин. На каждые 100 женщин старше 18 лет приходится 93,40 мужчин.
Средний доход на домохозяйство в округе составлял 45 759 USD, на семью — 53 864 USD. Среднестатистический заработок мужчины был 36 385 USD против 24 378 USD для женщины. Доход на душу населения составлял 17 862 USD. Около 6,30 % семей и 8,60 % общего населения находились ниже черты бедности, в том числе — 9,90 % молодежи (тех, кому ещё не исполнилось 18 лет) и 9,00 % тех, кому было уже больше 65 лет.